# Becker-Insel
Die Becker-Insel (russisch Остров Беккера, Ostrow Bekkera) ist eine unbewohnte Insel des arktischen Archipels Franz-Josef-Land. Sie gehört administrativ zur russischen Oblast Archangelsk.
Die Becker-Insel liegt am östlichen Rand der zentralen Gruppe von Inseln innerhalb Franz-Josef-Lands. Die Ruslanstraße trennt sie von der Rainer- und der Hoffmann-Insel im Norden und die Berjoskinstraße von der La-Ronciere-Insel im Südosten. Westlich und südwestlich liegen die Payer-Insel, die Kuhn-Insel und die Kane-Insel. Die Becker-Insel ist in Ost-West-Richtung knapp 14 km lang und bis zu 3,5 km breit. Ihr Westteil ist von einer flachen Eiskappe bedeckt, die eine Höhe von 66 m erreicht, die Osthälfte ist jedoch weitgehend eisfrei und endet in einem 165 m hohen Kap (Mys Galkowskogo).
Die Insel wurde Anfang April 1874 von der Österreichisch-Ungarischen Nordpolexpedition entdeckt und am Ostermontag (6. April) überquert. Julius Payer benannte sie nach Moritz Alois Becker, dem Generalsekretär der k.k. geographischen Gesellschaft und Schriftführer des Nordpolkomitees.